# 3129 Bonestell
A 3129 Bonestell (ideiglenes jelöléssel 1979 MK2) a Naprendszer kisbolygóövében található aszteroida. Eleanor F. Helin,  Schelte J. Bus fedezte fel 1979. június 25-én.